# Adolf Darlap
Adolf Darlap (* 22. Juni 1924 in Würzburg; † 30. November 2007 in Innsbruck) war ein österreichischer katholischer Theologe.

## Leben
Er studierte ab 1946 Philosophie, Vergleichende Religionswissenschaft, Geschichte und Theologie in Würzburg, Frankfurt am Main, Innsbruck, Freiburg im Breisgau und München. Er war als wissenschaftlicher Assistent an den Theologischen Fakultäten in Freiburg und Innsbruck. Er war Schüler von Berthold Altaner und Hugo Rahner sowie wissenschaftlicher Mitarbeiter von Bernhard Welte und Karl Rahner. Ab 1969 war er als Assistent am Institut für Dogmatik und Fundamentaltheologie an der Katholisch-Theologischen Fakultät in Innsbruck tätig. Ab 1970 hielt er Vorlesungen über dogmenhistorische, theologiegeschichtliche und hermeneutische Fragen. 1977 wurde er in Innsbruck zum Professor für Kirchengeschichte ernannt.
Er veröffentlichte die ersten Bände von Karl Rahners „Schriften zur Theologie“ und schrieb am „Lexikon für Theologie und Kirche“ mit. Zudem war er Schriftleiter und Herausgeber von „Sacramentum mundi“. Er war an der Entstehung des Karl-Rahner-Archivs wesentlich beteiligt, dem er u. a. dessen 1935 entstandene Mitschrift von Martin Heideggers Vorlesung „Was ist Metaphysik?“ schenkte.

## Forschungsschwerpunkte
Sein wissenschaftliches Interesse galt u. a. „Glaube und Geschichte“. Seine Forschungsschwerpunkte lagen in Kirchengeschichte, Dogmatik, theologischer Hermeneutik, neuester Theologiegeschichte (u. a. evangelische u. katholische Provenienz, patristische Epoche), französischer Theologie, christlicher Heilsgeschichte.